# Roger Seydoux
Roger Seydoux (Paris, 28 de março de 1908 – Paris, 3 de julho de 1985) foi um académico e diplomata francês.

## Postos diplomáticos
- Último Residente-geral na Tunísia[5]
- Primeiro embaixador da França na Tunísia (1956)[5][6]
- Embaixador em Marrocos (1960-1962)[7]
- Representante permanente da França nas Nações Unidas (1962-1967)[4]
- Representante permanente da França na NATO (1967-1968)[4]
- Embaixador  na União Soviética (1968-1972)[4]